# Guido Bellini
Guido Bellini, italijanski general, * 5. maj 1939.
Med letoma 2002 in 2004 je bil poveljujoči general Korpusa karabinjerjev.